# آه ونص
آه ونص هو الألبوم الرابع في مسيرة المطربة اللبنانية نانسي عجرم، صدر في 14 أبريل 2004 عبر شركتي إنتاج Relax-In وميجا ستار.

## عنه
كان هذا المشروع الفني متابعة للمشروع السابق وهو يا سلام في 2003، الذي أُطلق وحقق نجاحات كبيرة وشكل جزءًا من ثقافة البوب. حقق الألبوم الذي طُبِح بنكهة اللهجة المصرية نجاحًا هائلًا في مصر والدول العربية كافة. بشكل خاص "آه ونص" وإنت إيه". ولا تزال هذه الأغنيات تحقق النجاح حتى 2020.
قام جيجي لامارا، مدير أعمال النجمة، بالتعاون مع مجموعة من المنتجين والكتاب والملحنين أمثال: طارق مدكور، جان ماري رياشي، طوني سابا، وعادل عياش.. من أجل تنفيذ الألبوم. والذي بدأت جلسات تسجيله في منتصف العام 2003 في عدة أستديوهات بين لبنان ومصر. يمثل الألبوم استمرارًا لألبوم يا سلام من الناحية الموسيقية، حيث اشتمل على مجموعة أغان شعبية مصرية، وموسيقى البوب والروك، والخليجي أيضًا.

## الأصداء
تلقى الألبوم الكثير من الثناء من النقاد الموسيقيين. كما واصلت الاغنية الرئيسية في الألبوم البث على كافة المحطات الموسيقية لفترة طويلة واحتلت الصدارة لأسابيع عديدة. حقق الألبوم نجاحاً ضخماً وشهد الصيف في العام 2004 جولة عالمية كبرى لعجرم لتغني من خلال حفلاتها أغنياتها الجديدة. حصلت عجرم على العديد من الجوائز بما في ذلك الموريكس دور، جائزة الموسيقى العربية وجائزة الضيف. وكانت المرشحة الأولى لجائزة الميوزك أوورد. أما في أواخر العام 2004 مثلت عجرم الوجه الترويجي لكوكا كولا في الشرق الأوسط وشمال إفريقيا. وهذا ما فتح مرحلة ترويجية جديدة كاملة للنجمة الشابة. واختارت نيوزويك عجرم كواحدة من أكثر الأشخاص تأثيراً في العالم العربي في مايو 2005.
أعيد إصدار الألبوم في عام 2006 مع أقراص مرئية وعمل فني مختلف.

## خلفية إصدار الألبوم
حقق ألبوم عجرم السابق يا سلام في 2003 نجاحاً كبيراً في السوق وحصل على ثناء كبير. تضمن الألبوم أغنيات أصبحت الآن أيقونية في الموسيقى العربية، ومنذ ذلك الحين أعلنت عجرم أنها تتابع العمل على ألبوم جديد يصدر في أوائل العام 2004. ووصف مدير أعمالها جيجي لامارا أن الالبوم القادم يمثل مكوناً خارقاً للطبيعة.
ملأت اللوحات التي تحتوي على غلاف الألبوم شوارع المدن اللبنانية والمصرية في أواخر شهر مارس. صدر آه ونص في 14 أبريل 2004 بشكل رسمي.
كما تم إعادة إصدار الألبوم في 16 يوليو 2006 من قبل EMI Music Arabia في أسواق الشرق الأوسط وأوروبا. بعمل من المصور فارس الجمال. مع بعض العروض المرئية وأيضاً حفلات حية Live.

## التسجيل
بدأت عجرم تسجيل أغنيات الألبوم في منتصف عام 2003 وجرت جلسات التسجيل في أستديو ليلة، هوت سبوت، م.ساوند وصوت الموسيقى في القاهرة بمصر. أما في لبنان فكان استديو سابا واستوديو جان ماري رياشي. عملت عجرم مع العديد من كتاب الأغاني والمنتجين المختلفين، مثل طارق مدكور، محمد سعد، سمير صفير، طوني سابا، عادل عياش، إلى جانب أسماء جديدة مثل طارق أبو جودة، وليد سعد، محمد رحيم، سمير نخلة، أيمن بهجت قمر، محمود الخيامي، أحمد شتا، مصطفى مرسي، مدحت خميس، طارق عاكف، والشيخ صباح ناصر الصباح وغيرهم.

## أغاني الألبوم
| العنوان       | كلمات            | ألحان         | توزيع          | المدة |
| ------------- | ---------------- | ------------- | -------------- | ----- |
| آه ونص        | أيمن بهجت قمر    | طارق مدكور    | طارق مدكور     | 4:41  |
| قول تاني كده  | سلطان صلاح       | محمد سعد      | طارق مدكور     | 4:06  |
| أنت ايه       | مصطفى مرسي       | سمير صفير     | طارق مدكور     | 5:03  |
| بدلع عليك     | أحمد شتا         | محمود خيامي   | جان ماري رياشي | 4:32  |
| تعالى ياه     | أحمد شتا         | خالد جنيدي    | عادل عايش      | 4:47  |
| لون عيونك     | سمير نخلة        | طارق أبو جودة | طوني سابا      | 3:54  |
| سنة ورا سنة   | محمود سعد        | فادي سعد      | طوني سابا      | 4:35  |
| جايين يقولولي | مصطفى مرسي       | سمير صفير     | طارق عاكف      | 5:18  |
| لا تلوم       | صباح ناصر الصباح | سمير صفير     | طارق عاكف      | 5:05  |
| أنا ليه       | اكرام عاصي       | محمد رحيم     | محمد مصطفى     | 5:26  |
| حبك ليا       | مصطفى مرسي       | وليد سعد      | مدحت خميس      | 5:17  |

## وصلات خارجية
- الموقع الرسمي لنانسي عجرم